# Antonio Tonzig
Antonio Tonzig (Pàdua, 1804) fou un comptable italià pertanyent a l'Escola Llombarda o Comptabilitat de gestió. Va proposar que la gestió i la comptabilitat són inseparables, no existeix l'un sense l'altre. Els comptes registraria les dades de l'administració i l'administració podria actuar sobre la base de les dades proporcionades pel comptable.
Tonzig és considerat com el precursor de l'economia moderna empresarial, que va ser desenvolupada posteriorment per altres autors italians.